# Pariu cu viața
Pariu cu viața, conocido en español como Apuéstale a la vida  es una serie de televisión musical de comedia-drama emitida por Pro TV en Rumania. Se enfoca en la historia de amor entre dos adolescentes con una gran pasión por la música, sus conexiones familiares y la vida de un grupo musical formado en su escuela.

## Elenco y personajes

### Personajes principales
- Ioana Popa (Alina Eremia) es una estudiante en una escuela secundaria de Bucharest, Colegiul National de Arte (Colegio nacional de las artes). Ioana descubre que su novio, Andrei, apostó que él iba a salir con ella. Extremadamente decepcionada, ella decide unirse a un grupo formado por un profesor, Raluca. El grupo se llama Lala Band. Ioana sabía que Tănțica Cercel y Gică Popa eran sus padres pero durante la primera temporada, Ioana descubre que ella y Andrei fueron intercambiados al nacer. Por lo tanto, sus verdaderos padres son Mara y Sandu Anghel. Ella tiene una hermana, Anca Anghel, a la cual le donó un riñón porque Anca tuvo una falla renal.
- Andrei Anghel (Dorian Popa) es el novio de Ioana y un estudiante de la misma escuela secundaria. Él le hizo una apuesta a su amigo Cristi, que al principio del año, él iba a salir con Ioana, pero a pesar de la apuesta, él termina enamorándose de verdad. Él fue criado por Mara y Sandu Anghel, pero sus verdaderos padres son Tănțica Cercel y Gică Popa. Tiene un hermanastro, Rafael Cercel, y una hermana, Gio Popa.
- Anca Anghel (Cristina Ciobănașu) es la hermana de Ioana y la novia de Vlad. Ella sufrió una falla renal, pero se recupera tras recibir un riñón donado por Ioana.
- Vlad Stănescu (Vlad Gherman) es el novio de Anca. Perdió a sus padres. Durante la segunda temporada, es adoptado por Mara Anghel por lo cual el no tendría que ir a un orfanato. Tuvo una atracción hacia Ioana en el pasado.
- Sara Năstase (Sore Mihalache) es la novia de Cristi. Al inicio de la serie, le gustaba Andrei e hizo todo lo posible para que él rompiera con Ioana.
- Cristi Alexandrescu (Raphael Tudor) es el novio de Sara. Era rico al inicio de la serie y vivía solo, porque sus padres trabajaban en el extranjero pero más tarde se vuelve pobre y pierde su casa. Él luego se mudaría con los otros miembros de la banda.
- Monica Bora (Alexia Talavutis) es la esposa de Dima. Dima y ella estaban esperando un bebé antes de graduarse pero pierde el embarazo. En la cuarta temporada, deciden intentar tener un bebé otra vez.
- Dima Trofin (Dima Gheoghiță Trofim) es el esposo de Monica. Él fue una vez el novio de Sara
- Sofia Drăgulescu (Gloria Melu) era la novia de Bubu pero rompieron cuando ella se fue del país para estudiar en los Estados Unidos. Ahora está en una relación con Rafael Cercel.
- Bubu Grama (Mihai Cernea) estaba enamorado de Sofía, pero rompieron por su deseo de estudiar en el extranjero.
- Liviu Teodorescu (Liviu Teodorescu) es uno de los miembros más nuevos de Lala Band. Fue participante en "Vocea Romaniei" ("La voz de Rumania"). Al principio, los otros miembros del grupo no lo querían en la banda y lo llamaban irónicamente "Liviu de la Vocea" ("Liviu de 'la voz'"), pero más tarde es aceptado en la banda. Está enamorado de Ioana.
- Dana (Ana Baniciu) es una de las miembros más nuevas de Lala Band. Está enamorada de Rafael y Răzvan, pero ella no sabe a cuál escoger.
- Rafael Cercel (Levent Sali) es el hijo de Tănţica. Estuvo enamorado de Sara en las primeras dos temporadas, pero comienza una relación con Sofia en la tercera.
- Andrada Rizea (Andrada Popa) es la mejor amiga de Anca, aunque al principio eran enemigas.
- Jenel Frumosu (Gabriel Ciocan) está enamorado de Dana.
- Răzvan Oprea (Costin Cambir) es el protegido de Raluca. Cuando su padre intenta asesinar a todos los miembros de Lala Band solo por resolver un asunto con Raluca, Răzvan asesina a su padre para proteger a sus amigos.
- Bogdan Cristescu (Mihai Mititescu) estuvo enamorado de Anca. También era un drogadicto.
- Gică Popa (Radu Gabriel) es el padre de Andrei y Gio's, el padrastro de Rafael y el esposo de Tănţica. Él es un policía.
- Constanţa "Tănţica" Cercel (Elvira Deatcu) es la madrastra de Andrei, la madre de Rafael y Gio y la esposa de Gică. Más tarde se vuelve policía.
- Mara Anghel (Carmen Tănase) es la madre de Ioana y Anca. Estuvo casada con Sandu Anghel. Ella adopta a Vlad y a un niño llamado Mihai.
- Raluca Dumitrescu (Adela Popescu) es la profesora de teoría musical en "Colegiul National de Arte". Ella forma un club de música moderna y forma el grupo Lala Band. Ella está comprometida con Tudor, un profesor de deportes.
- Silviu Crăciun (Marin Moraru) es el abuelo de Ioana y Anca.
- Zâna Crăciun (Teo Trandafir) es la tía de Ioana y Anca.
- Tudor (Radu Valcan) es la parejade Raluca y profesor de deportes, junto con Raluca adoptó una niña llamada Mia.
- Robert Călin (Răzvan Fodor) es el nuevo director de la escuela y el exnovio de Raluca.
- Vasile Popa (Ion Ion) es el hermano de Gică, también es un policía.

### Personajes anteriores

#### Temporadas 1-2
- Andreea Rădulescu (Diana Dumitrescu) es la novia de Rareș. Ella toma el lugar de Rareș como profesor de economía tras su despido.
- Johnny (Cătălin Cățoiu)
- Dumitru Dumitrescu (Dan Condurache) es el padre de Raluca. Es el exdirector de la escuela.
- Diana Martin (Bianca Dragomir)
- Laura Moise (Monica Odagiu)
- Gio Popa (Georgiana Drumen) Era la hermana de Andrei y Rafael. Fue asesinada accidentalmente por Sandu Anghel.
- Ștefan Luca (Andrei Ștefan)
- Nadia Anastasiu (Oana Stancu)
- Bobby Iordache (Alexandru Papadopol) es uno de los profesores de la escuela.
- Alexandru 'Sandu' Anghel (Doru Ana) es el padre de Ioana y Anca y el ex-exposo de Mara.
- Rareș (Costin Sforaru) es el hiho de Zâna y el novio de Andreea. Él es un ex-profesor de economía.
- Dorina Anastasiu (Manuela Ciucur)
- Alexandra Anastasiu (Mădălina Drăghici)
- Colegul de clasă (Boldan)

## Emisión internacional
| País                  | Título (adaptado o no)                    | Cadena de televisión                               |
| --------------------- | ----------------------------------------- | -------------------------------------------------- |
| México                | Apuéstale a la vida                       | Tiin                                               |
| Perú                  | Apuéstale a la vida                       | Frecuencia Latina                                  |
| Venezuela             | Apuéstale a la vida                       | Televen                                            |
| Italia                | Una scommessa con la vita                 | Babel TV                                           |
| Canadá                | A Bet with Life/LALA Band et les musiques | CBC/Radio-Canada                                   |
| República de Moldavia | Pariu cu viața                            | ProTV Chișinău                                     |
| Australia             | A Bet with Life                           | Nine Network/WIN Television/NBN/Imparja Television |
| Puerto Rico           | Apuéstale a la vida                       | Telemundo PR                                       |
| Estados Unidos        | A Bet with Life                           |                                                    |